# 环嘴鸥
環嘴鷗，是鴴形目鷗科鷗屬下的一種鳥類。這個物種除了分布於北美洲的海岸等環境，也分佈於內陸的水域邊，夏季時在加拿大南部繁殖，冬季時則南遷至美國南部及墨西哥一帶過冬。牠們是當地最為常見，也是分佈最廣泛的鷗，是一種幾乎什麼都會吃，高度機會主義的覓食者。
這個物種是一種中等體型的鷗，於繁殖季的成鳥整體上會類似於體型較大的普通海鸥，有著淺灰色的背部、黃色的腿和淺色的眼睛虹膜；而當中最為顯眼的特徵就是其鳥喙上的黑色環紋，這也是與普通海鸥鑑別的一大特徵。到了非繁殖季期間，其白色的頭部則會帶有大小不一的深色斑紋。幼鳥成長至成鳥的期間也會逐漸從帶有深色斑點與條紋的外觀逐漸換為純白的羽毛。
環嘴鷗的繁殖季約在5—8月之間，採一夫一妻制。牠們是一種高度社交化的鳥類，常以數千數萬隻的規模在同一地點築巢育幼，並同時偏好每年使用同樣地點育幼的習性。每窩約產2—4枚卵、23—28天後孵化，數天後即有離巢能力，但飛行能力則在5週後才發展完全。
曾經，這個物種受到過度採集卵根羽毛的問題，導致其數量一度縮減到僅在加拿大和美國的內陸草原地區一帶繁殖。但隨著20世紀初加拿大與美國各自的侯鳥保護法通過及食物來源增加，其數量穩定一路增長至300—400萬隻的規模，並因此造成生態、飛行安全、農業等方面的問題，因此目前多以控制其數量為主要措施。《國際自然保護聯盟瀕危物種紅色名錄》因環嘴鷗數量仍在增加且分佈範圍廣大，將其列為無危物種。

## 物種命名與分類
這個物種由美國動物學家喬治·奧德於1815年首次描述，出自蘇格蘭歷史學家威廉·格思里所出版的第二版《Geographical, Historical, and Commercial Grammar》一書，奧德當時給予其一名。其模式產地位於美國賓夕法尼亞州費城下的德拉瓦河，該河名稱也成為了其種小名的一部分。:604:132而屬名則來自古希臘語的（羅馬化：laros）所轉寫的拉丁語，原指一種貪婪的海鳥，但可能就是鷗。:219
|  | \| \| 與银鸥、加州鸥關係較近的其他鷗屬成員 \| \| \| \| \| \| 西美鸥 \| \| \| \| |
|  |                                                                                 |
|  | 环嘴鸥                                                                          |
|  |                                                                                 |
|  | 與银鸥、加州鸥關係較近的其他鷗屬成員                                            |
|  |                                                                                 |
|  | 西美鸥                                                                          |
|  |                                                                                 |

|  | 與银鸥、加州鸥關係較近的其他鷗屬成員 |
|  |                                      |
|  | 西美鸥                               |
|  |                                      |

|  | \| \| 與银鸥、加州鸥關係較近的其他鷗屬成員 \| \| \| \| \| \| 西美鸥 \| \| \| \| |
|  |                                                                                 |
|  | 环嘴鸥                                                                          |
|  |                                                                                 |
|  | 與银鸥、加州鸥關係較近的其他鷗屬成員                                            |
|  |                                                                                 |
|  | 西美鸥                                                                          |
|  |                                                                                 |

|  | 與银鸥、加州鸥關係較近的其他鷗屬成員 |
|  |                                      |
|  | 西美鸥                               |
|  |                                      |

|  | \| \| 與银鸥、加州鸥關係較近的其他鷗屬成員 \| \| \| \| \| \| 西美鸥 \| \| \| \| |
|  |                                                                                 |
|  | 环嘴鸥                                                                          |
|  |                                                                                 |
|  | 與银鸥、加州鸥關係較近的其他鷗屬成員                                            |
|  |                                                                                 |
|  | 西美鸥                                                                          |
|  |                                                                                 |

|  | 與银鸥、加州鸥關係較近的其他鷗屬成員 |
|  |                                      |
|  | 西美鸥                               |
|  |                                      |

|  | \| \| 與银鸥、加州鸥關係較近的其他鷗屬成員 \| \| \| \| \| \| 西美鸥 \| \| \| \| |
|  |                                                                                 |
|  | 环嘴鸥                                                                          |
|  |                                                                                 |
|  | 與银鸥、加州鸥關係較近的其他鷗屬成員                                            |
|  |                                                                                 |
|  | 西美鸥                                                                          |
|  |                                                                                 |

|  | 與银鸥、加州鸥關係較近的其他鷗屬成員 |
|  |                                      |
|  | 西美鸥                               |
|  |                                      |

|  | \| \| 與银鸥、加州鸥關係較近的其他鷗屬成員 \| \| \| \| \| \| 西美鸥 \| \| \| \| |
|  |                                                                                 |
|  | 环嘴鸥                                                                          |
|  |                                                                                 |
|  | 與银鸥、加州鸥關係較近的其他鷗屬成員                                            |
|  |                                                                                 |
|  | 西美鸥                                                                          |
|  |                                                                                 |

|  | 與银鸥、加州鸥關係較近的其他鷗屬成員 |
|  |                                      |
|  | 西美鸥                               |
|  |                                      |

|  | \| \| 與银鸥、加州鸥關係較近的其他鷗屬成員 \| \| \| \| \| \| 西美鸥 \| \| \| \| |
|  |                                                                                 |
|  | 环嘴鸥                                                                          |
|  |                                                                                 |
|  | 與银鸥、加州鸥關係較近的其他鷗屬成員                                            |
|  |                                                                                 |
|  | 西美鸥                                                                          |
|  |                                                                                 |

|  | 與银鸥、加州鸥關係較近的其他鷗屬成員 |
|  |                                      |
|  | 西美鸥                               |
|  |                                      |

|  | \| \| 與银鸥、加州鸥關係較近的其他鷗屬成員 \| \| \| \| \| \| 西美鸥 \| \| \| \| |
|  |                                                                                 |
|  | 环嘴鸥                                                                          |
|  |                                                                                 |
|  | 與银鸥、加州鸥關係較近的其他鷗屬成員                                            |
|  |                                                                                 |
|  | 西美鸥                                                                          |
|  |                                                                                 |

|  | 與银鸥、加州鸥關係較近的其他鷗屬成員 |
|  |                                      |
|  | 西美鸥                               |
|  |                                      |

|  | \| \| 與银鸥、加州鸥關係較近的其他鷗屬成員 \| \| \| \| \| \| 西美鸥 \| \| \| \| |
|  |                                                                                 |
|  | 环嘴鸥                                                                          |
|  |                                                                                 |
|  | 與银鸥、加州鸥關係較近的其他鷗屬成員                                            |
|  |                                                                                 |
|  | 西美鸥                                                                          |
|  |                                                                                 |

|  | 與银鸥、加州鸥關係較近的其他鷗屬成員 |
|  |                                      |
|  | 西美鸥                               |
|  |                                      |

|  | \| \| 與银鸥、加州鸥關係較近的其他鷗屬成員 \| \| \| \| \| \| 西美鸥 \| \| \| \| |
|  |                                                                                 |
|  | 环嘴鸥                                                                          |
|  |                                                                                 |
|  | 與银鸥、加州鸥關係較近的其他鷗屬成員                                            |
|  |                                                                                 |
|  | 西美鸥                                                                          |
|  |                                                                                 |

|  | 與银鸥、加州鸥關係較近的其他鷗屬成員 |
|  |                                      |
|  | 西美鸥                               |
|  |                                      |

|  | \| \| 與银鸥、加州鸥關係較近的其他鷗屬成員 \| \| \| \| \| \| 西美鸥 \| \| \| \| |
|  |                                                                                 |
|  | 环嘴鸥                                                                          |
|  |                                                                                 |
|  | 與银鸥、加州鸥關係較近的其他鷗屬成員                                            |
|  |                                                                                 |
|  | 西美鸥                                                                          |
|  |                                                                                 |

|  | 與银鸥、加州鸥關係較近的其他鷗屬成員 |
|  |                                      |
|  | 西美鸥                               |
|  |                                      |

|  | \| \| 與银鸥、加州鸥關係較近的其他鷗屬成員 \| \| \| \| \| \| 西美鸥 \| \| \| \| |
|  |                                                                                 |
|  | 环嘴鸥                                                                          |
|  |                                                                                 |
|  | 與银鸥、加州鸥關係較近的其他鷗屬成員                                            |
|  |                                                                                 |
|  | 西美鸥                                                                          |
|  |                                                                                 |

|  | 與银鸥、加州鸥關係較近的其他鷗屬成員 |
|  |                                      |
|  | 西美鸥                               |
|  |                                      |

|  | \| \| 與银鸥、加州鸥關係較近的其他鷗屬成員 \| \| \| \| \| \| 西美鸥 \| \| \| \| |
|  |                                                                                 |
|  | 环嘴鸥                                                                          |
|  |                                                                                 |
|  | 與银鸥、加州鸥關係較近的其他鷗屬成員                                            |
|  |                                                                                 |
|  | 西美鸥                                                                          |
|  |                                                                                 |

|  | 與银鸥、加州鸥關係較近的其他鷗屬成員 |
|  |                                      |
|  | 西美鸥                               |
|  |                                      |

|  | \| \| 與银鸥、加州鸥關係較近的其他鷗屬成員 \| \| \| \| \| \| 西美鸥 \| \| \| \| |
|  |                                                                                 |
|  | 环嘴鸥                                                                          |
|  |                                                                                 |
|  | 與银鸥、加州鸥關係較近的其他鷗屬成員                                            |
|  |                                                                                 |
|  | 西美鸥                                                                          |
|  |                                                                                 |

|  | 與银鸥、加州鸥關係較近的其他鷗屬成員 |
|  |                                      |
|  | 西美鸥                               |
|  |                                      |

|  | \| \| 與银鸥、加州鸥關係較近的其他鷗屬成員 \| \| \| \| \| \| 西美鸥 \| \| \| \| |
|  |                                                                                 |
|  | 环嘴鸥                                                                          |
|  |                                                                                 |
|  | 與银鸥、加州鸥關係較近的其他鷗屬成員                                            |
|  |                                                                                 |
|  | 西美鸥                                                                          |
|  |                                                                                 |

|  | 與银鸥、加州鸥關係較近的其他鷗屬成員 |
|  |                                      |
|  | 西美鸥                               |
|  |                                      |

|  | \| \| 與银鸥、加州鸥關係較近的其他鷗屬成員 \| \| \| \| \| \| 西美鸥 \| \| \| \| |
|  |                                                                                 |
|  | 环嘴鸥                                                                          |
|  |                                                                                 |
|  | 與银鸥、加州鸥關係較近的其他鷗屬成員                                            |
|  |                                                                                 |
|  | 西美鸥                                                                          |
|  |                                                                                 |

|  | 與银鸥、加州鸥關係較近的其他鷗屬成員 |
|  |                                      |
|  | 西美鸥                               |
|  |                                      |

|  | \| \| 與银鸥、加州鸥關係較近的其他鷗屬成員 \| \| \| \| \| \| 西美鸥 \| \| \| \| |
|  |                                                                                 |
|  | 环嘴鸥                                                                          |
|  |                                                                                 |
|  | 與银鸥、加州鸥關係較近的其他鷗屬成員                                            |
|  |                                                                                 |
|  | 西美鸥                                                                          |
|  |                                                                                 |

|  | 與银鸥、加州鸥關係較近的其他鷗屬成員 |
|  |                                      |
|  | 西美鸥                               |
|  |                                      |

在分類學上，這個物種與普通海鸥關係相近，這兩個物種長期被認為是一對姊妹種，但實際上皆位於一個以银鸥為主的分支之外，沒有形成特別的分支。:573這種鷗是北美鷗鳥中變異最小的物種之一，雖然居於北美洲西側的族群普遍體型稍大，被認為可能是潛在的亞種候選，但至2024年的生物分類中仍沒有任何亞種被描述，是一個單型種。:604

## 形態描述
環嘴鷗的體長43—54公分，體重300—700公克（平均約516.3公克），是一種中型鷗。其鳥喙寬平均約6.2公釐、深平均約13公釐、嘴峰長平均約48.1公釐；翼展平均約127公分，翼長平均約36.6公分；跗蹠平均長約51.2公釐，尾長平均約13.3公分。目前有紀錄最為年長的環嘴鷗，是在2021年時達28歲繫放個體；但野外一般估計僅有3—10年的壽命。
約2—3歲後的成鳥，其眼睛虹膜顏色接近淡黃，鳥喙上有明顯的黑色橫帶。:604其背部及翅膀泛灰，翅尖黑色且帶有一些白色斑點。這種鳥類在繁殖期及非繁殖期中會有不同的羽色：其中繁殖期時頭部羽毛純白，喙、腿呈鮮黃色，眼睛周遭有紅色眼環；而非繁殖季時頭部帶有斑駁的深色紋路，翅膀末端的白色尖端較多，喙、腿呈黃褐色，眼睛周遭的眼環則轉黑。雄鳥體型較雌鳥略大，且鳥喙長度也略長於雌鳥。:604
仍在巢內的幼鳥肩背處具有鱗片狀的褐色斑點，在頭、胸、腹處帶有深色斑紋。這些羽毛會隨著季節更替為更接近成鳥體色的羽毛，其中第一年冬天仍帶有深色的頭部及顏色較深尖端的鳥喙，喙、腿呈淺粉，尾部有深淺變化的條紋；第一年夏季喙上的黑色環紋開始逐漸浮現；第二年冬季虹膜顏色會逐漸轉淡，第二年夏季則可能在翅膀內側及尾羽上餘下少許斑點，喙、腿泛有綠色，其他整體與成鳥無異。第三年冬天過後則為成鳥。

環嘴鷗於不同階段下的外觀
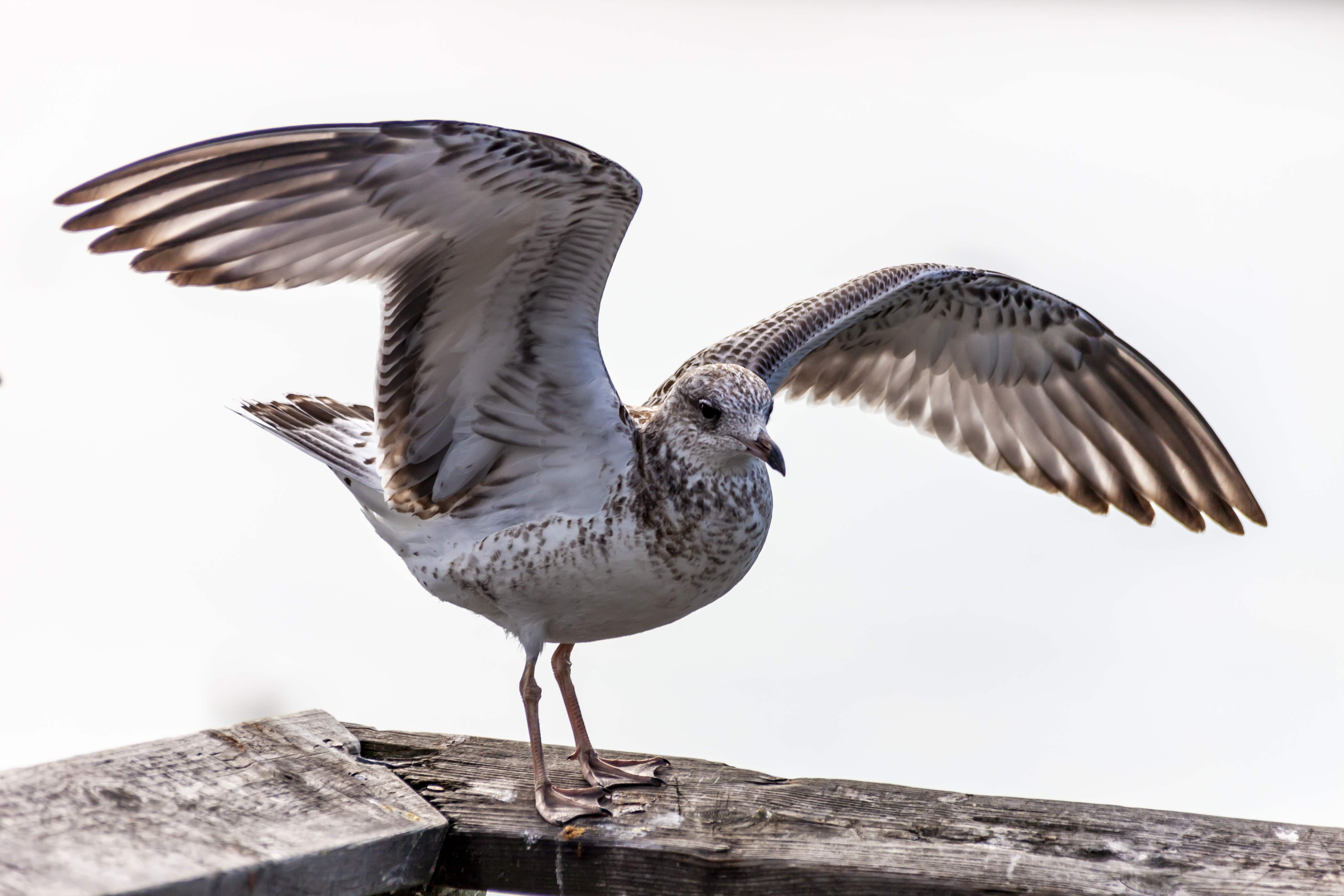
幼鳥
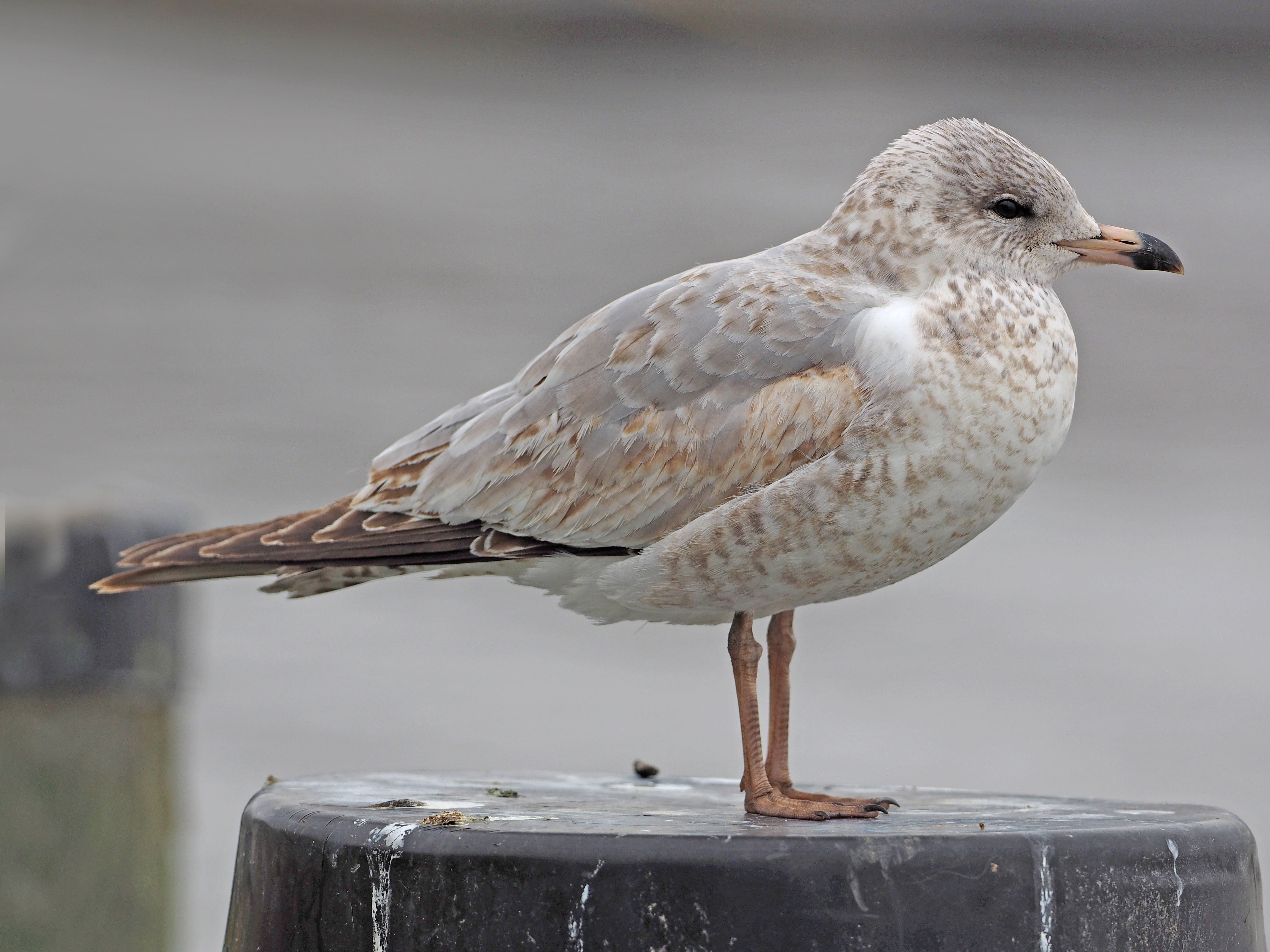
第一年冬季
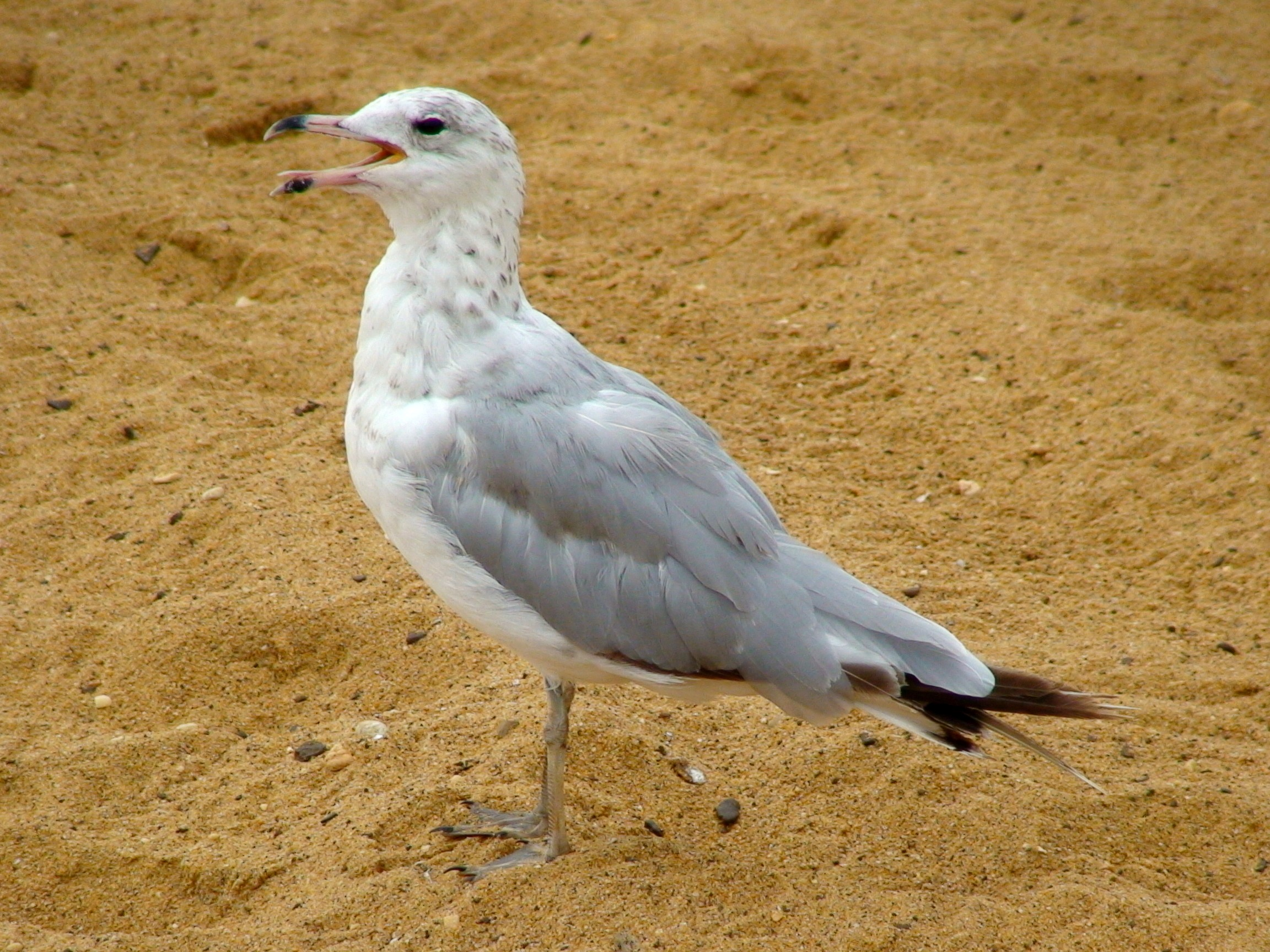
第一年夏季
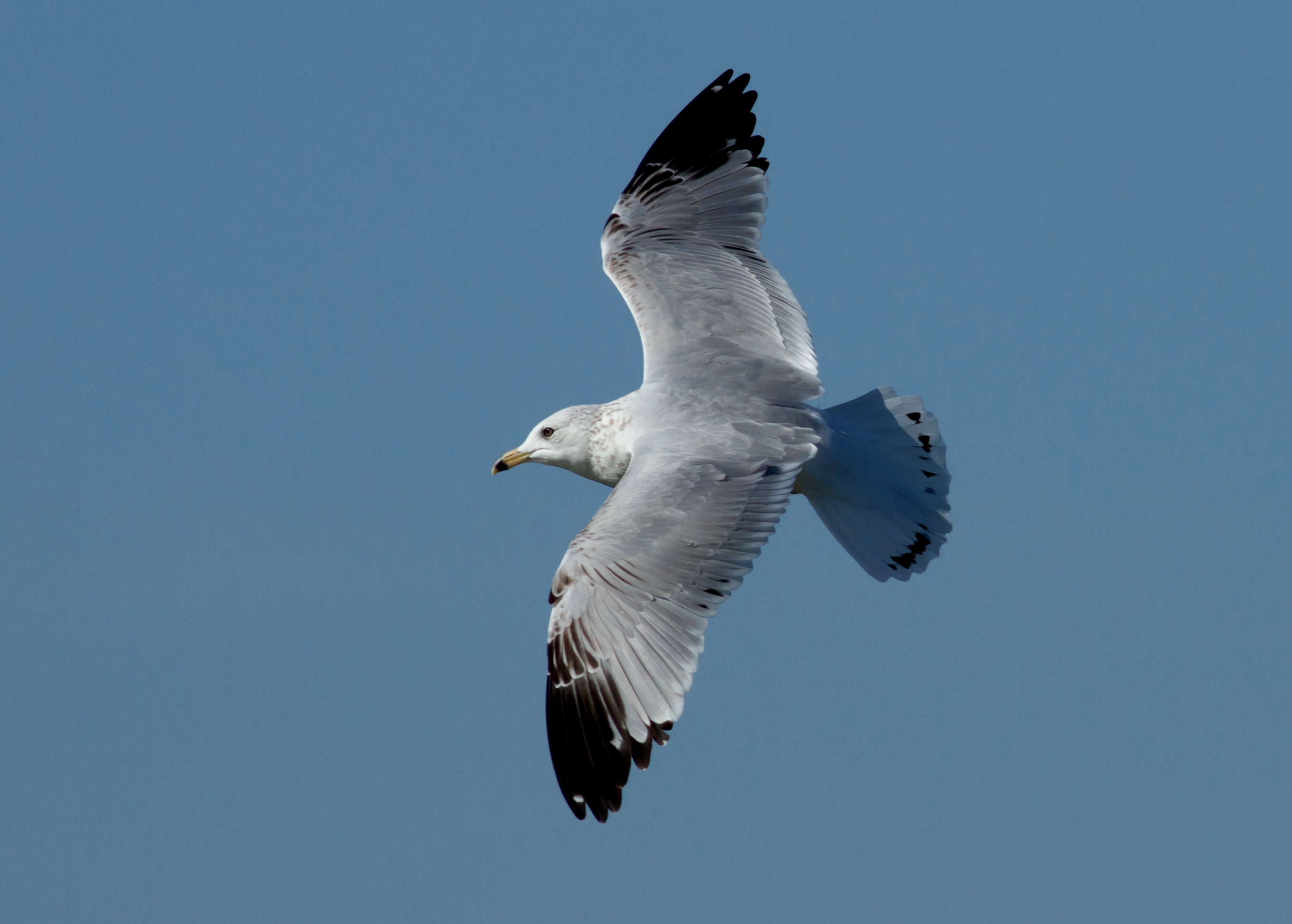
第二年冬季

與外觀相似的普通海鸥相比，環嘴鷗體型更大且重，腿稍長；且因眼睛外側的深色眉毛及淡色虹膜，其表情看似較為兇猛，且普通海鸥夏季時並沒有其鳥喙上的黑色環紋；僅在冬季時可能會有一圈顏色較深黃色的環紋。在飛行時，普通海鸥翅膀末端的白色斑塊較大。兩歲大的银鸥可能是最容易與一歲大的環嘴鷗混淆的物種，但通常可以根據後者中間深色且整齊的飛羽及顏色尚未轉淡的眼睛區分。

## 遷徙與棲息環境

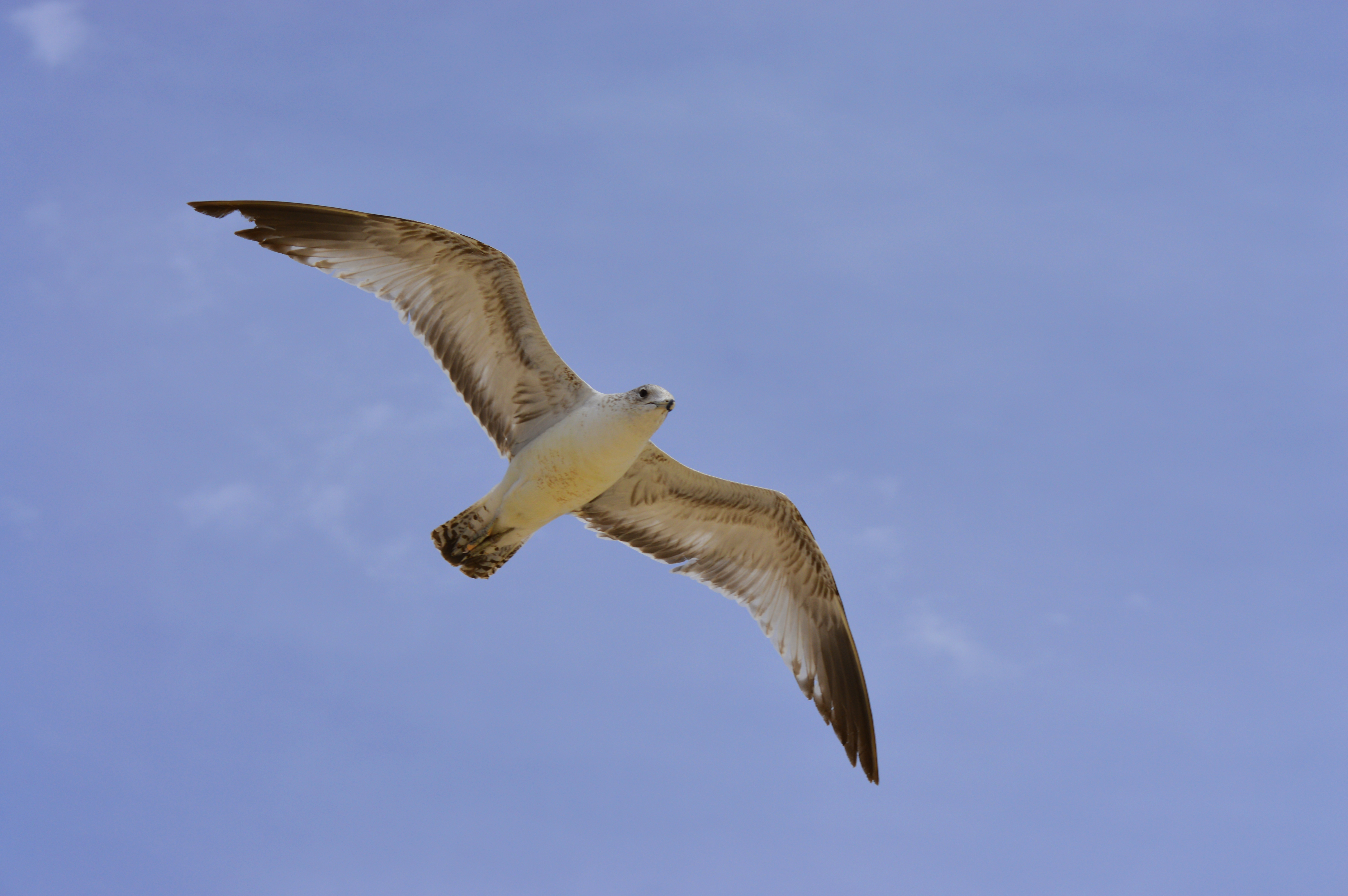
一隻未成年的環嘴鷗，其相較成鳥而言較斑駁的翅膀是區分年齡的特徵，攝於墨西哥索諾拉州

環嘴鷗是新北界的一個物種，主要分佈於北美洲，夏季時在不列颠哥伦比亚省到加拿大的西北地區及中南部之間，及太平洋西北側各州和五大湖區域。而冬季時則在美國南部到墨西哥南部、巴哈馬和大安地列斯群島等地區，並有漸漸擴展至小安地列斯群島的情況，甚至可能抵達歐洲。:604這個物種主要棲息在棲息在開放的海灘、河口等沿海水域，通常在有水的地方活動；也有一些終生未有接觸過海水，而終其一生在淡水水域渡過的個體。這個物種也相當適應於棲息在城市、碼頭、垃圾場、停車場和海灘周圍等人類干擾的地方。是相對於其他大多數鷗而言，更常見於內陸地區的鷗鳥。
這個物種是部分遷徙的鳥類，多形成6—300隻以上的鬆散群體，在400公尺上的高空中集體沿著海岸線或大型河流系統移動，平均一天遷徙約10—35公里的距離。牠們藉由地磁確定遷徙方向，一份研究甚至證明兩天大的雛鳥就已具備這種定向的能力——這些雛鳥特別偏好東南方。北美洲的夏季時，環嘴鷗會在俄勒岡州的中南部至加拿大南部和美國北部之間、聖羅倫斯灣北岸、拉布拉多的梅爾維爾湖以及大奴湖周遭繁殖；而冬季時則自不列顛哥倫比亞省的溫哥華島，向南移動至俄勒岡州，沿著太平洋沿岸一直到墨西哥一帶過冬，包含佛羅里達州和古巴等地。而一些居於內陸中淡水族群，特別是在五大湖區的個體，則完全不遷徙，或是僅僅移動至其他鄰近的不結冰水域，甚至直接在垃圾場附近渡過。
也有一些環嘴鷗會橫跨北大西洋，至歐洲西部、斯匹次卑尔根岛、亚速尔群岛或是非洲的摩洛哥過冬。例如在英國，這個物種最早在1973年被記錄到，整體而言可以在一年中的任何時候出現；而在愛爾蘭的9月—隔年4月之間，牠們是罕見的冬侯鳥，一年約有10—15隻。

## 習性

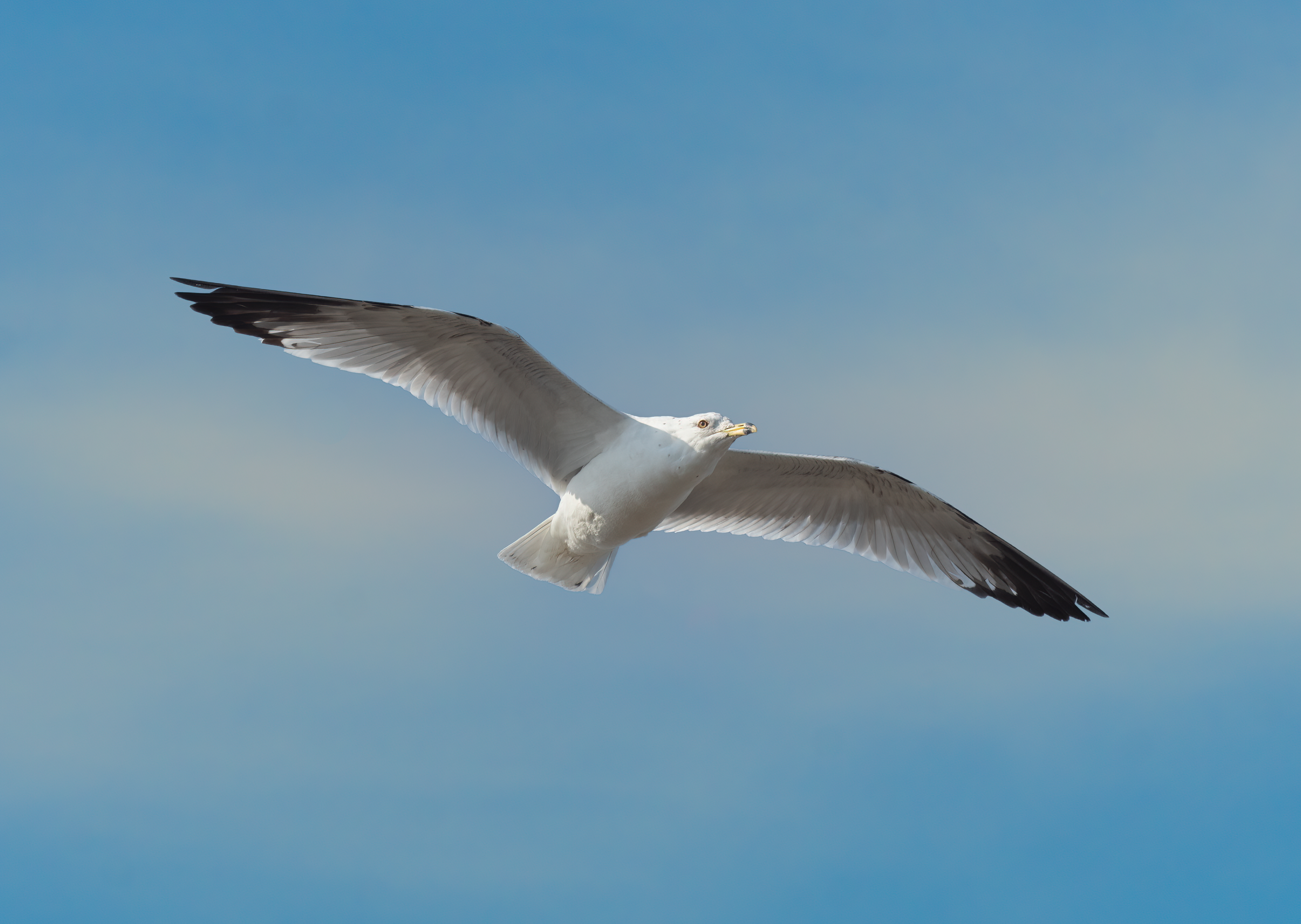
飛行中的成年環嘴鷗，攝於美國紐約市布魯克林

環嘴鷗為相當社交化的鳥類，繁殖與覓食的群體可達數千隻甚至七萬至八萬隻，並會與其他鷗類一起覓食。非繁殖季的群體也曾發現會在垃圾場內形成約5萬隻的群體覓食。
這個物種飛行能力相當好，能以超過每小時40英里（64）的速度飛行，並且能在風中保持其姿態靜止。

### 食性
環嘴鷗為雜食性的生物，是一種機會主義的覓食者。食物包含各種昆蟲、魚、蚯蚓、穀物、囓齒動物，螞蟻、招潮蟹、海棗、魚卵。:604牠們也會前往垃圾場、餐廳的垃圾箱裡翻找食物，甚至是直接搶奪其他鳥類（如紫翅椋鸟）或人類的食物，並因此有著「Fast food gull」或「French fry gull」之名。但通常有機會的話，環嘴鷗較為偏好肉食。
這個物種大多在地面覓食，也會利用腳掌在淺水中翻出小型生物食用，也擅長從空中抓取食物。也有個體會在晚間自海面上俯衝入水，捕魚為食。:604

### 繁殖

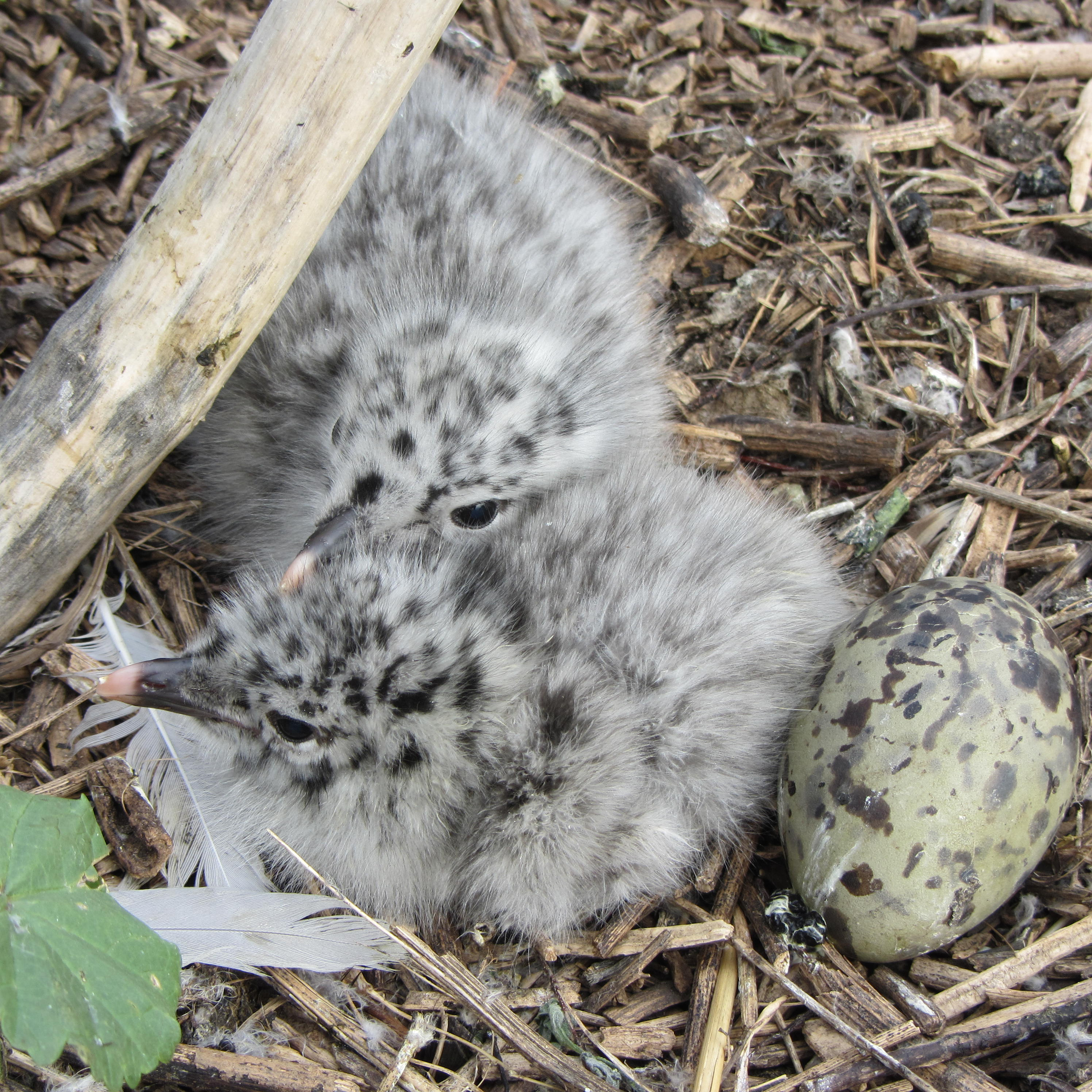
環嘴鷗雛鳥以及尚未孵化的卵

環嘴鷗的繁殖季通常在5—8月之間，多採一夫一妻制。在求偶期間，雄鳥率先建立一塊領地（通常不大，與鄰居之間往往相隔不到一公尺。:604），並對在領地附近的雌鳥長叫，抬頭或傾斜身體對雌鳥示好，若雌鳥接受了雄性，便會展現搖頭、敲擊地板並幫對方梳毛的行為。交配前，雄鳥會提供食物對雌鳥示好再交配，交配時間持續約5—20秒，期間會大聲發出「ka-ka-ka-」的叫聲並不停振翅。
這個物種對其原本的出生地點有高度忠誠性，通常會在離去年巢穴數公尺處的地方築巢。一次研究中顯示有所有帶有標記的環嘴鷗有69％回到了其出生地築巢，而這當中有90%回到了牠們原先築巢的地方附近再築巢。不過有時候也可見兩隻雌鳥與同一隻雄鳥交配，並照顧同一個巢，形成一夫多妻的現象。
這個物種的巢穴築於地面或接近於湖邊的樹上，由樹枝、草葉、地衣和苔蘚構成。雌鳥會在4月底至5月下旬間產卵，每窩產1—8枚，多為2—4枚之間。:604卵為灰至橄欖色的淺底色，並帶有一些褐色斑點；平均大小約長6.4公分、寬4.6公分。有時候成鳥會將大小相近的石頭與卵搞混並將這些石頭移動至巢內一同「孵化」。由雙親一同參與孵化工作。
卵會在23—28天後孵化，剛出生時的雛鳥眼睛緊閉，24—48小時後開眼；再數天後即可離巢四處走動。:604幼鳥在5週後具飛行能力，再5—10天後獨立。繁殖季結束後偶爾可見交配後的配對行為。其首次繁殖年齡並不清楚，但至少會在兩歲之後才繁殖。一次兩年紀錄顯示約有62%的配對可持續至下一個繁殖季節。
這個物種曾有與其他鷗科鳥類雜交誕下個體的紀錄，但僅限於體型較小且多有黑色頭部的物種，包含普通海鸥、黑背鷗、弗氏鷗、红嘴鸥、加州鸥、笑鷗都曾有紀錄。

### 叫聲
環嘴鷗的叫聲相較於银鸥而言音調更高，是一種響亮、沙啞的叫聲。遠離繁殖地時相對沉默，其仰頭長叫的聲音較普通海鸥而言來得高、刺耳，並且相對清晰。警戒性的叫聲有「kree、kree」或「kyow、kyow、kyow」兩種，而其他非侵略性行為的叫聲則為「mew」。

## 威脅與天敵
環嘴鷗已知的天敵多來自掠食卵及幼鳥的獵食者，包含赤狐、郊狼、臭鼬、浣熊、長尾鼬、美洲水鼬、加州鸥、银鸥、大鵰鴞、雪鸮、短嘴鸦、渡鴉等。在1971年的美國密西根州羅傑斯城，曾有一隻臭鼬在3—4個晚上內每晚連續摧毀了30—40個環嘴鷗鳥巢，每晚約有100多顆卵遭到破壞。
在人為因素方面上，帶環的環嘴鷗死亡原因包括被槍殺、肉毒桿菌中毒、路殺或鳥擊。這種鳥類對殺蟲劑DDT和多氯聯苯敏感。而垃圾場逐漸變為焚化爐的情況也影響了一定範圍內的環嘴鷗數量減少。

## 保育情形
在1850年至1920年間，環嘴歐的族群曾遭鳥蛋收藏家和羽毛獵人迫害，並導致其數量大幅減少一度接近滅絕，並限縮至加拿大和美國的內陸草原地區一帶繁殖。直到加拿大1917年的《Migratory Birds Convention Act》及美國《1918年候鳥協定法案》制定，其數量才得以回復並增長。
但其後續的趨勢受惠於外來魚種（如美洲胡瓜魚、灰西鯡）的引入、垃圾場的增加和農業製造的額外食物，增長速度驚人。在五大湖區的1940年代到1990年間，其數量自2.7萬對成鳥增加到71萬對，而整體增加到了300—400萬隻的規模。:596
雖然這個物種目前仍受到加拿大更新至1994年版本的《Migratory Birds Convention Act》及美國《1918年候鳥協定法案》所保護，隨意捕殺會導致觸法，但由於數量過度增加導致航空飛安、人類健康、農業的風險增加，甚至已經迫害到包含普通燕鸥、笛鸻在內的其他物種，因此在某些地方被視作是一種有害生物。美國魚類及野生動物管理局也已開始向機場和果園發放許可證，允許驅趕或殺死鷗鳥。而取卵、塗油或改變棲地以防止進一步繁殖也是目前正有在使用的方法。
《國際自然保護聯盟瀕危物種紅色名錄》因其分佈範圍廣大，且族群正持續增長，因此被列為無危物種。

## 延伸閱讀
- Howell, Steve N. G. . . Boston: Houghton Mifflin. 2007: 388–391. ISBN 978-0-618-72641-7 （英语）.

## 外部連結
- 维基共享资源上的相關多媒體資源：環嘴鷗
- 維基物種上的相關：環嘴鷗
- VIREO上環嘴鷗的圖片
- Xeno-canto上有关環嘴鷗的錄音